# Volter Fund
Pour les articles homonymes, voir Volter.
Le Volter Fund Limited (abrégé en VFL) est un fonds d'investissement spéculatif (Hedge fund en anglais) créé en 1997 par François Heilbronner et son gendre Imad Lahoud et immatriculé aux Îles Vierges britanniques. Il fait faillite en 2001.
François Heilbronner a dirigé pendant huit ans le GAN, une grande compagnie d'assurances, et il peut convaincre quelques poids lourds de la finance comme la banque Fortis et AGF de participer à l'opération.
La gestion du fonds était assurée par HL Gestion, société de François Heilbronner et d'Imad Lahoud, qui touchait des honoraires à ce titre.
François Heilbronner et son gendre Imad Lahoud démarchent une série de grandes banques ou de compagnies d'assurance et leur proposent d'investir dans ce fonds, en échange d'une intéressante rentabilité. Plusieurs de ces investisseurs non satisfaits décident finalement de retirer leur mise, mais le VFL n'est pas capable de les rembourser, ce qui conduit à la faillite. 42 millions de dollars sont annoncés par la presse comme manquants.

## L'affaire du Volter fund
Quatre banques se regroupent pour porter plainte et préviennent la Commission des opérations de bourse (COB).
Les résultats de l'enquête de la COB mettent en cause la gestion du fonds et sont transmis au parquet de Paris qui ouvre une instruction sur les faits et décide de mettre en examen François Heilbronner le 21 juin 2002. Imad Lahoud lui aussi mis en examen est placé dans le cadre de cette affaire quelques mois en détention provisoire.
Le parquet enquête également sur la banque NSM qui hébergeait les comptes du Volter Fund. En novembre 2004, le dossier est toujours en cours d'instruction.

## Chronologie
- Juillet 2000 : Fortis Investment Management France, qui détient des parts dans VFL porte plainte, estimant avoir été victime d'une escroquerie.

- Août 2000 : La COB retire son agrément à HL Gestion avant de se joindre aux poursuites judiciaires ouvertes pour « escroquerie » et « abus de confiance ».

- Eté 2000 : VFL est placé en liquidation judiciaire.

- 20 juin 2002 : François Heilbronner est placé en garde à vue dans la matinée, dans le cadre d'une affaire portant sur VFL placé en liquidation judiciaire au cours de l'été 2000. Ce fonds, doté de 42 millions d'euros, était géré par la société HL Gestion, présidée par M. Heilbronner. Son gendre, Imad Lahoud, gérant de ce fonds, est également placé en garde à vue.

- 21 juin 2002 : La brigade financière a perquisitionné durant plusieurs heures au siège parisien de la banque NSM où étaient domiciliés les comptes du VFL.

- 22 juin 2002 : Après 48 heures de garde à vue et une audition au pôle des juges financiers, François Heilbronner est mis en examen pour « escroquerie en bande organisée avec appel public à l'épargne » par les juges Valérie Salmeron et Isabelle Prévost-Desprez. Son gendre, Imad Lahoud, lui aussi placé en garde à vue pendant deux jours, est mis en examen pour « faux » et « complicité de faux ». François Heilbronner est placé sous contrôle judiciaire, et une caution de 400 000 € lui a été réclamée, tandis que son gendre a été placé en détention provisoire. il restera 108 jours à la prison de Fresnes.

- 8 octobre 2002 : Imad Lahoud est libéré.

- Mars 2004 : Gérard Sillam, 43 ans, porte plainte avec constitution de partie civile contre notamment Imad Lahoud. En 1997, le plaignant avait mis en relation Refco et Imad Lahoud, alors gestionnaire du VFL, doté de plusieurs dizaines de millions de dollars confiés par quelques institutionnels de la place de Paris. Imad Lahoud passait alors ses ordres via l'américain Cargill. Grâce à l'intervention de Sillam, c'est Refco qui récupère le courtage et prend ainsi pied sur le marché français. Dans une lettre-contrat du 1er septembre 1997, signée avec Refco Overseas Limited, l'entité britannique du groupe, le plaignant se voyait octroyer des droits à commissions sur les opérations (compensation et exécution sur les marchés internationaux de produits dérivés via LIFFE, MATIF, DTB, etc.) réalisées entre Refco et Imad Lahoud, ainsi que sa société Investment Management Service (IMS). La manœuvre de mise en relation va ensuite rapidement aboutir à une association concrète à travers la création de RHLS, une entité commune entre Lahoud (groupe HL Gestion) et Refco SA, l'entité française alors en mauvais état financier avec, à la clé, d'importants profits. Pourtant, Refco ne lui versera pas un centime, par une subtile argumentation juridique : sous pression des autorités boursières, la société de portefeuille de Lahoud avait dû changer de statut, puis fusionner avec Refco. Bref, son entité d'origine a disparu, et Refco ne se sent plus tenu de rémunérer l'intermédiaire. Aucune commission n'a été versée à M. Sillam, les responsables de Refco affirmant qu'ils n'ont jamais fait affaire avec IMS (seule société mentionnée dans la lettre). En effet, IMS, une SARL à capital de 50 000 francs, n'était pas habilitée à traiter d'opérations de compensation telles que celles prévues dans la lettre-contrat.

- 23-24 mars 2004 : Dans le cadre de la plainte de Gérard Sillam, Imad Lahoud est interpelé. Il fait l'objet d'une fouille à corps qui permet de trouver dans une de ses poches la lettre manuscrite du 24 février de Jean-Louis Gergorin à entête d'EADS adressée à M. Sava, directeur d'EADS, selon laquelle Lahoud était investi d'une mission dans le cadre de la lutte antiterroriste au profit du général Philippe Rondot. Dans sa déposition citée dans Le Monde du 3 mai 2006, ce dernier explique : « Le policier qui avait interpellé M. Lahoud m'a contacté au téléphone, puisque mon nom et ma qualité (…) étaient clairement indiqués sur ce document de Gergorin trouvé sur M. Lahoud. (…) J'ai rendu compte de ces faits à Philippe Marland, qui a décidé avec moi de transmettre ma mise au point écrite à M. Sava sous ma signature. C'est ainsi que j'ai indiqué par écrit à M. Sava qu'en aucun cas M. Lahoud n'était missionné par moi au titre du ministère de la défense, s'agissant de lutte antiterroriste. Dans le même temps, j'ai appelé Gergorin pour lui faire part de mon mécontentement (…) Il était confus et s'est excusé. Dominique de Villepin, certainement averti de ces faits par Gergorin, m'a téléphoné quelques minutes après que j'ai moi-même informé Gergorin de l'arrestation de Lahoud. En effet, Dominique de Villepin n'ignorait pas qui était Imad Lahoud. Il m'a demandé de sortir Lahoud de là, c'est-à-dire de le faire libérer. Je n'ai pas eu le temps d'intervenir auprès du policier, car celui-ci m'a rappelé une demi-heure après en me précisant que Lahoud venait d'être libéré. »
- Fevrier 2012 : Par jugement du 29/02/2012 François Heilbronner est relaxé.

Imad Lahoud est condamné à 3 ans avec sursis.